# 長いs
ſ は、ラテン文字のひとつであり、アルファベットの19番目の文字 S の小文字の別の形である。19世紀以降一般的になった字形 (s) との区別のために、"ſ" は長いs（ドイツ語: langes s、英語: long s）、語中のs（英語: medial s）などと呼ばれる。それに対して "s" は短いs（short s）、丸いs（round s）、語末のs（terminal s）などと呼ばれる。長いsには小文字のみが存在し、大文字は短いsと等しく "S" である。
18世紀後半から19世紀前半頃に使用されなくなり、「短いs」(s) に統一されたが、数学の積分記号などにその名残を確認することができる。

## 字形

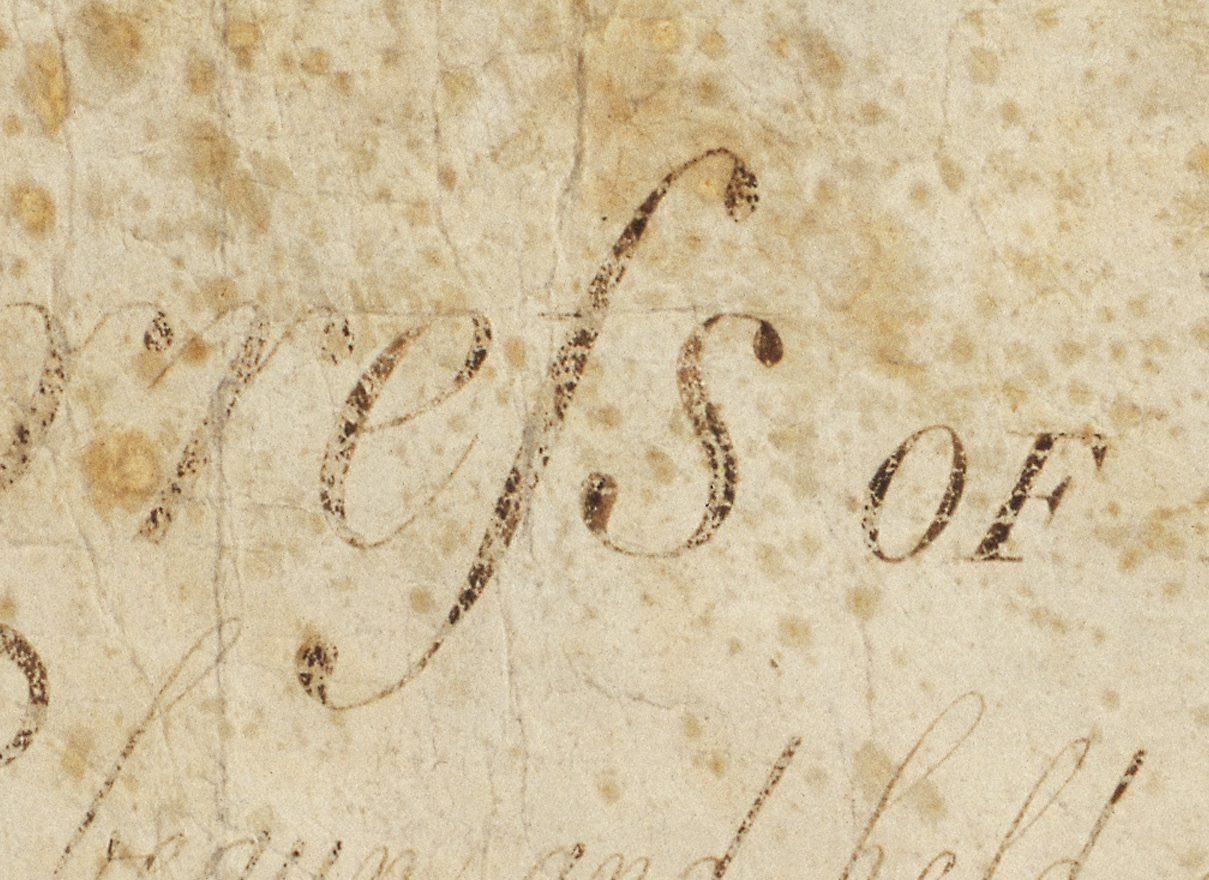
権利章典の一部。語末の2文字はいずれもエスであり(Congreſs = Congress)、字形がよく比較できる。

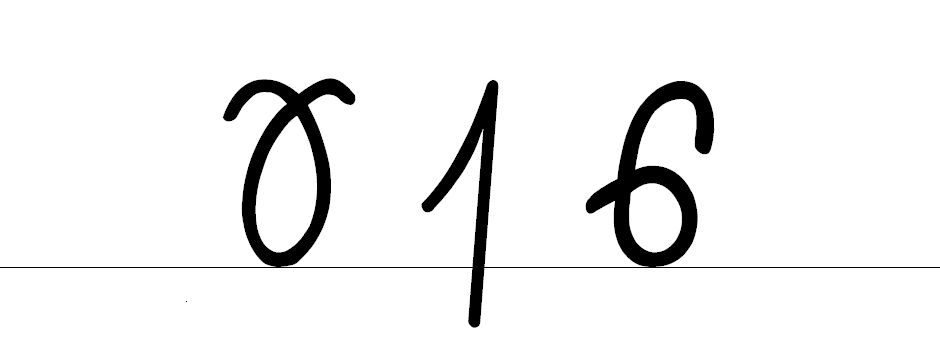
Sのジュッターリーン体。真ん中は長いs

かつてはエスの字形としてごく一般的に用いられていたものであり、語頭・語中において用いられた。原則として、語末・ アポストロフィーの前・fの前後・b, kの前においてのみ短いsを用いた。英語を例に取ると、短いsのみで表すと sinfulness と表記される単語は ſinfulneſs との表記になる。さらにドイツ語では、語中であってもそれが複合語の語根の末尾である場合には語末のsを用いるなど、使い分けはさらに複雑になる。こういった語中・語末での字形の使い分けはギリシア文字のシグマに似る（語中形: σ, 語末形: ς ）。
字形は小文字のエフ "f" とよく似ており、それに加えてフラクトゥールの影響を強く残す書体では、縦線中央左側に小さな突き出しがあるため一層混同しやすい。右にまで横線が突き抜けている場合はエフ "f" であり、横線が左側のみにとどまる場合、あるいは横線が存在しない場合は長いエス "ſ" である。

## 歴史

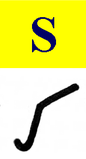
古代ローマ筆記体のs（下）

起源は古代ローマの筆記体にあり、当初は大きく右に傾いた形だった。その後カロリング小文字体が成立した8世紀末頃には字形は垂直に立つようになった。
ローマン体やイタリック体では、18世紀後半から19世紀前半にかけて各地で徐々に使われなくなっていった。専ら短いsを用いる正書法への変遷は、スペインでは1760年から1766年頃、フランスでは1782年から1793年頃、イギリスとアメリカ合衆国では1795年から1810年頃にかけて発生した。この様子は『ブリタニカ百科事典』の第5版と第6版を比較すると如実に見ることができる。次節「用例」の画像を参照のこと。比較したページでは、文面は変わっていないが "ſ" が全て "s" に置き換えられており、この頃に短いsに全面的に移行したことをわかりやすく示している。
フラクトゥール（ドイツ文字）ではこの変遷は起きなかった。現在でもイエーガーマイスターのボトルラベルなどで日常的に目にすることができる。

## 用例

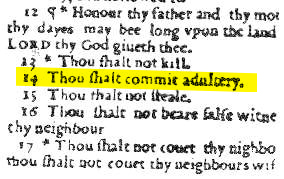
姦淫聖書（1631年）。強調部はThou ſhalt ( = shalt) not commit adultery のnotが脱落している
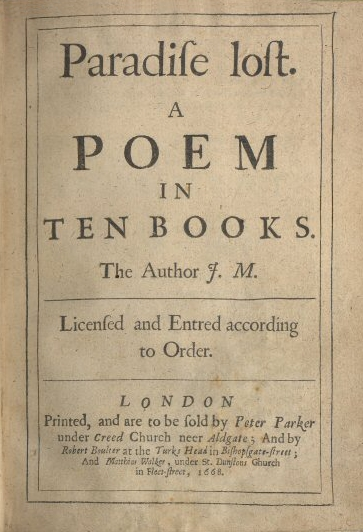
ミルトンの『失楽園』(Paradiſe loſt = Paradise lost) 初版、1668年
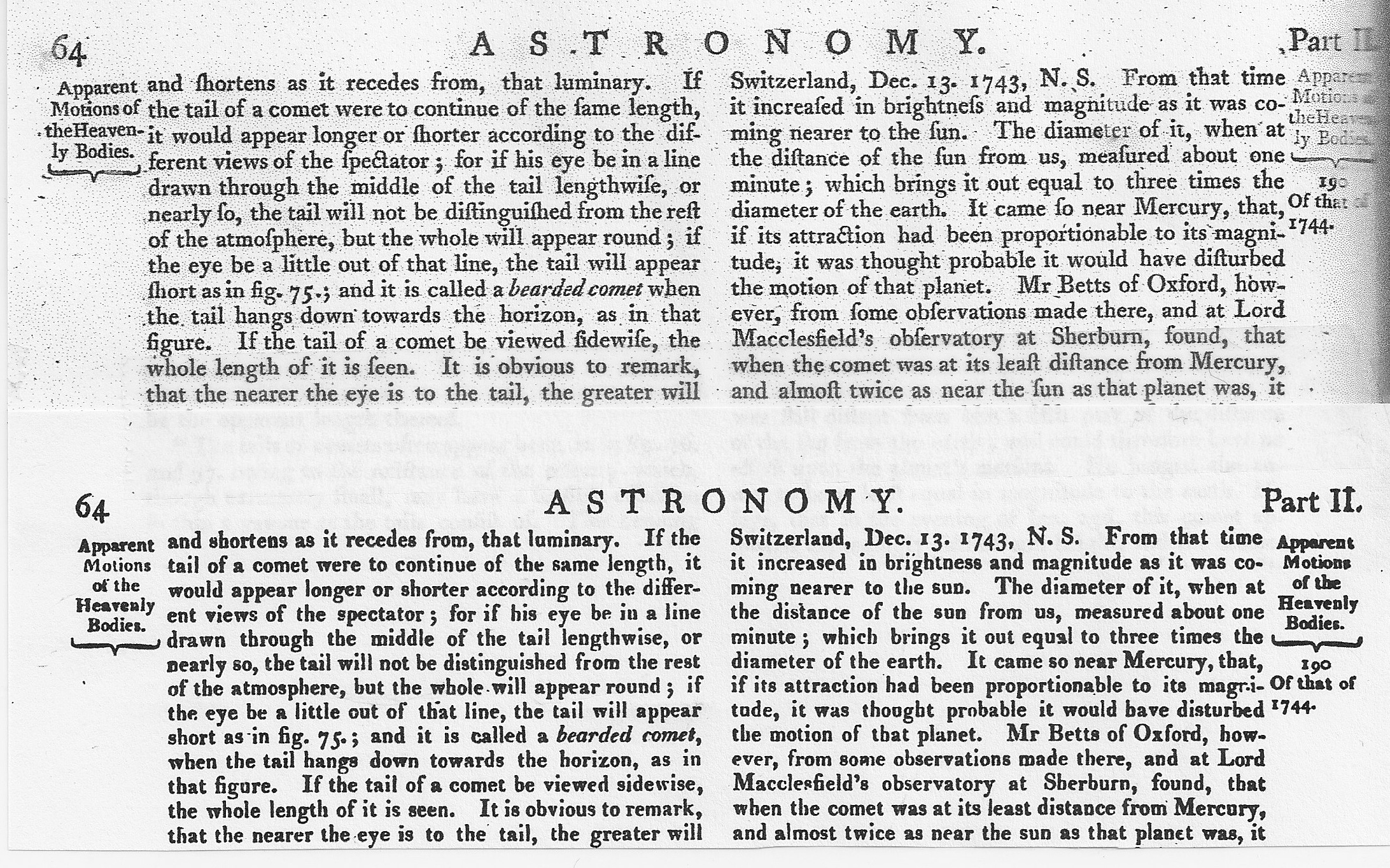
『ブリタニカ百科事典』第5版(1817)と第6版(1823)の比較
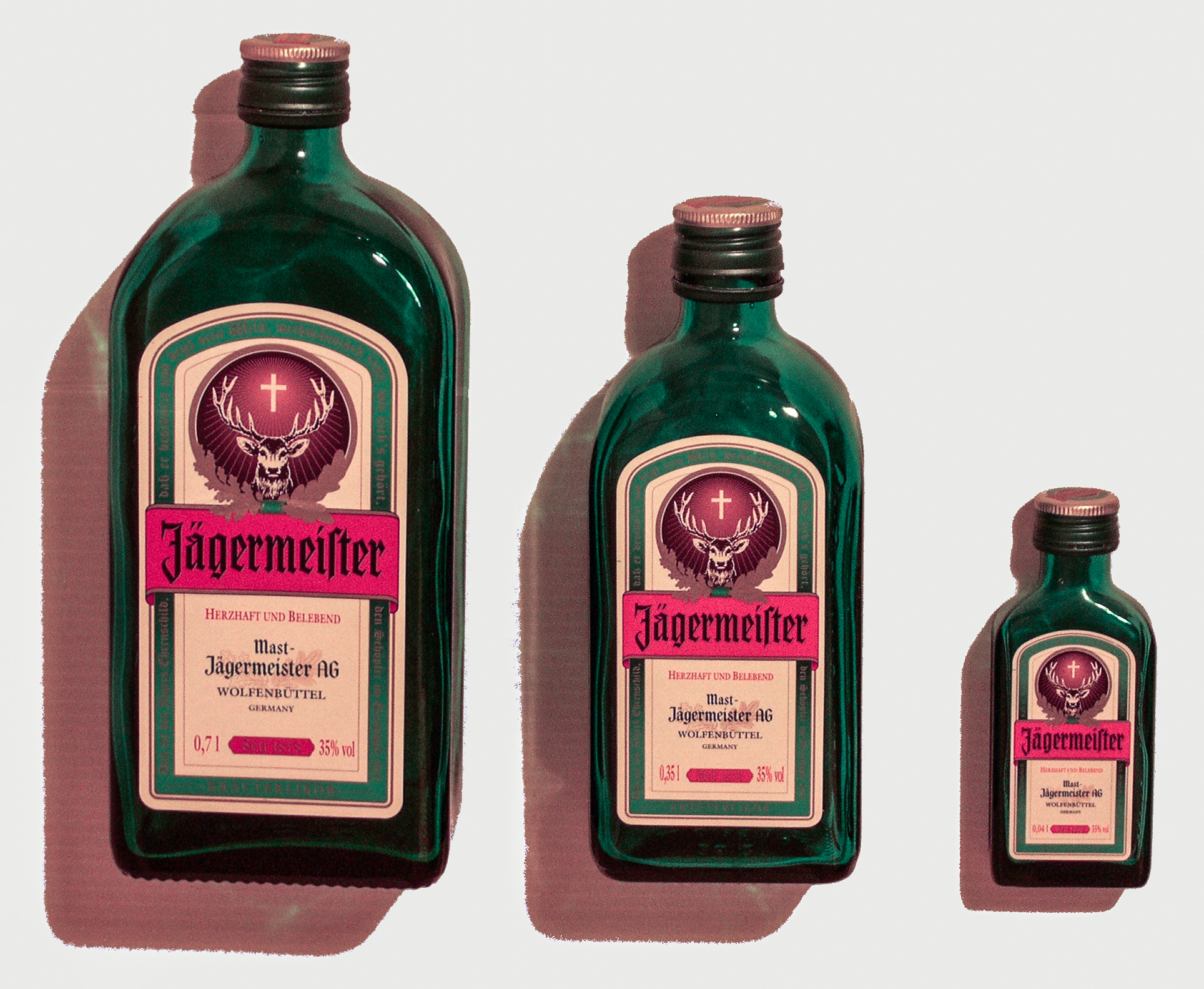
Jägermeiſter（イエーガーマイスター）のボトル
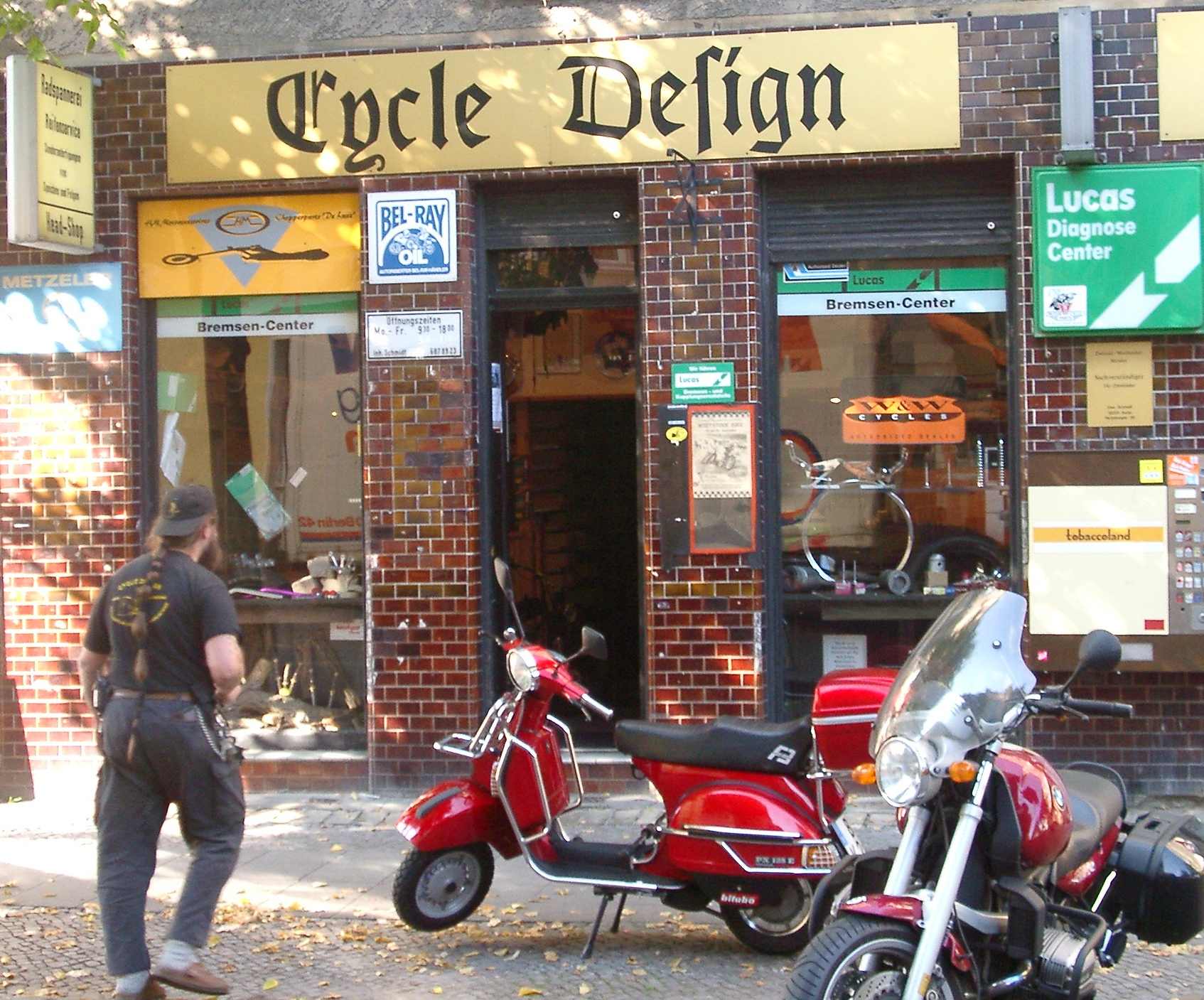
フラクトゥール体の看板 (Deſign = Design)。2000年頃、ベルリンにて
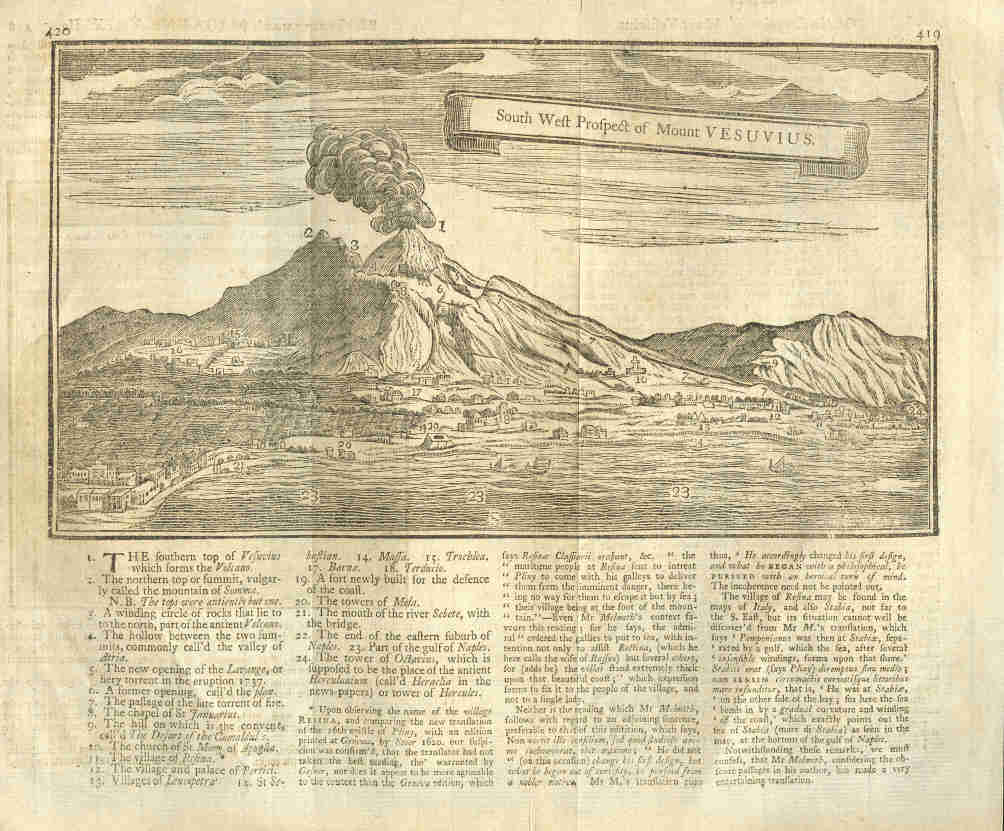
『ジェントルマンズ・マガジン（英語版）』（1747年）。(South Weſt proſpect of mount VESVIUS. = South West prospect of mount VESVIUS)

## 派生記号
ドイツ語で使われる合字 "ß"（エスツェット、通称鋭いs）の起源となった。
1675年、ゴットフリート・ライプニッツは、ラテン語で総和を意味する ſumma の頭文字から積分記号{\displaystyle \int }を考案した。記号の形状は、長いsのイタリック体 ( ſ ) を縦に長く引き伸ばしたものである。
イギリスでは "ſ" はシリングの略として使われ、"/" と変形してシリング記号 (shilling mark) またはソリドゥス (solidus) と呼ばれるようになった。シリング記号は現在ではスラッシュと同一視される。

## 符号位置
| 記号 | Unicode | JIS X 0213 | 文字参照         | 名称            |
| ---- | ------- | ---------- | ---------------- | --------------- |
| ſ    | U+017F  | ‐          | &#x17F; &#383;   | 長いs           |
| ẛ    | U+1E9B  | -          | &#x1E9B; &#7835; | ドットつき長いs |